# Ministerio de Asuntos Exteriores (Suecia)
El Ministerio de Asuntos Exteriores (en sueco: Utrikesdepartementet; acrónimo: UD) es un ministerio gubernamental de Suecia, cuya misión es ayudar el gobierno a conducir la política exterior y a desarrollar las relaciones con otros países.

## Historia
El Ministerio de Asuntos Exteriores se creó en 1791 cuando el rey Gustavo III creó el llamado Konungens kabinett för den utrikes brevväxlingen (Gabinete del Rey para Cartas Extranjeras). En 1840, el departamento cambió formalmente su nombre a Utrikesdepartementet, actual Ministerio de Asuntos Exteriores.
El ministerio cuenta con 2.580 colaboradores, de los cuales 750 están colocados en su sede en Estocolmo y 1.830 en su red diplomática en el exterior, abarcando cerca de 100 embajadas y consulados.
El ministerio está dirigido por el ministro de Asuntos Exteriores (Utrikesmininister), y alberga también el Ministerio de Asistencia Exterior (Biståndsminister).
La actual ministra de Asuntos Exteriores de Suecia es Margot Wallström (socialdemócrata) y la ministra  de Asistencia Exterior (Biståndsminister) es Isabella Lövin (socialdemócrata).

## Ministerios bajo dependencia
- Ministerio de los Negocios Extranjeros (Utrikesminister)
- Ministerio de Cooperación Internacional para el Desarrollo (Biståndsminister och Minister för internationellt utvecklingssamarbete och klimat)
- Ministerio de Comercio y de la Unión Europea (EU- och handelsminister)

## Agencias gubernamentales dependientes del Ministerio de Asuntos Exteriores
El Ministerio de Asuntos Exteriores de Suecia incluye, entre otras, las siguientes agencias gubernamentales:
- Delegación para las inversiones extranjeras en Suecia (Delegationen för utländska investeringar i Sverige)
- Comisión del Crédito a la exportación (Exportkreditnämnden)
- Inspección de los Productos Estratégicos (Inspektionen för strategiska produkter)
- Cámara del Comercio (Kommerskollegium)
- Instituto Nórdico de Estudios Africanos (Nordiska Afrikainstitutet)
- SWEDAC
- Agencia Sueca Internacional de Cooperación al Desarrollo (Styrelsen för internationellt utvecklingssamarbete)
- Svenska Institutet.